# Fritz Machate
Fritz Machate (* 16. März 1916; † 17. Januar 1999 in Bonn) war ein deutscher Fußballspieler und -trainer. Er stammte aus Schlesien. Mit dem Dresdner SC wurde er 1944 Deutscher Meister und 1940 Pokalsieger.

## Laufbahn
Machate spielte in den 1930er Jahren für Guts Muts Dresden und kam schon mit knapp 20 in der Sachsenauswahl zum Einsatz. Am 1. Oktober 1939 debütierte er beim Dresdner SC und gehörte fortan zu dessen Gauligamannschaft, gastierte aber während des Winters bei Troisdorf 05. Ständig zur Elf des Sachsenmeisters gehörte er ab Mitte August 1940 nach einem Spiel gegen die Sachsenauswahl (4:2). Guts Muts war mittlerweile aus der Gauliga abgestiegen.
Wenige Tage später erzielte Machate sein erstes Pokal- und überhaupt Pflichtspieltor der Saison für den DSC beim 4:1 in Graslitz. Er stand auch am 1. Dezember 1940 in der Endspielelf um den Tschammerpokal. In der Begegnung gegen den 1. FC Nürnberg spielte er Mittelstürmer und erzielte das erste Tor beim 2:1-Sieg. 1941 kam er endlich auch in der Meisterschaftsendrunde zum Zuge, als er in fünf der sechs Gruppenspiele eingesetzt wurde. Machate hatte in den Gruppenspielen fünf Tore erzielt und vollendete damit einen bemerkenswerten Rekord. In 36 Spielen der Saison 1940/41 hatte er 56 Tore erzielt. Andererseits fehlte er im Pokalendspiel 1941, in dem der DSC mit einem 2:1-Sieg über Schalke 04 den Pokal verteidigte. In der Saison 1941/42 verpasste der DSC die Gaumeisterschaft und somit auch die Teilnahme an der deutschen Meisterschafts-Endrunde.
Ab Ende 1942 gab Machate längere Gastspiele bei der Breslauer Sport-Vereinigung 02 in der Gauliga Niederschlesien und anschließend beim STC Hirschberg, mit dem er die niederschlesische Gaumeisterschaft gewann. Dadurch kam Machate 1944 zunächst zu zwei weiteren Spielen in der deutschen Meisterschaftsendrunde. Beim 7:0 über die BSG SDW Posen erzielte er zwei Tore, anschließend schied Hirschberg im Achtelfinale gegen den First Vienna FC nach einem 0:5 aus. Nach dem Ausscheiden von Hirschberg spielte Machate erneut bei seinem Stammverein Dresdner SC, für den er ab Viertelfinale drei weitere Endrundenspiele bestritt. Beim 3:1-Sieg über den 1. FC Nürnberg steuerte er ein Tor bei, im Endspiel blieb er als Mittelstürmer zwar torlos, konnte sich aber nach dem 4:0 des DSC über den LSV Hamburg mit dem Meistertitel schmücken.
Nach dem Ende des Zweiten Weltkrieges verließ Fritz Machate Dresden und ließ sich in Bamberg nieder, wo er bis November 1946 für den 1. FC 01 Bamberg zuletzt in der Oberliga Süd spielte. Anschließend wechselte er als „Zonenspringer“ zum FC St. Pauli, mit dem er sich für die Oberliga Nord qualifizierte. Er traf dort die alten DSC-Mitspieler Walter Dzur, Heinz Hempel und Heinrich Schaffer wieder. Mit ihnen wurde er 1947/48 und 1948/49 norddeutscher Vizemeister und bestritt seine DM-Endrunden Nummer 4 und 5 mit zwei bzw. fünf Einsätzen. Nach Ende der Saison 1948/49 beendete Machate im Alter von 33 Jahren seine Laufbahn als Fußballspieler (nach anderen Quellen spielte er noch beim VfJ 08 Paderborn). In den fünf Endrunden zur Deutschen Meisterschaft hatte er insgesamt 17 Spiele bestritten und elf Tore erzielt. In den meisten Spielen war er als Mittelstürmer eingesetzt worden.
Als Trainer führte Machate 1962 TuRa Bonn in das Endspiel um die Deutsche Amateurmeisterschaft. Vier Jahre später führte er den SV Ringsdorff Mehlem zum Aufstieg in die Verbandsliga Mittelrhein.

## Verweise
1. ↑  siehe z. B. Hamburger Nachrichten vom 2. März 1936, Seite 10
2. ↑  Dresdner Nachrichten vom selben Tag, S. 12
3. ↑  General-Anzeiger vom 11. Dezember 1939, S. 4, und weitere Quellen. Der Kicker erwähnt ihn am 30. Januar 1940 im Spielbericht DSC - Spfr. Dresden (4:0, Seite 12) mit den Worten: „...stand diesmal zur Verfügung“, ein Hinweis auf Urlaub vom Kriegs- oder Arbeitsdienst.
4. ↑  Der Kicker vom 20. August 1940, Seite 18

| Personendaten    | Personendaten                         |
| ---------------- | ------------------------------------- |
| NAME             | Machate, Fritz                        |
| KURZBESCHREIBUNG | deutscher Fußballspieler und -trainer |
| GEBURTSDATUM     | 16. März 1916                         |
| STERBEDATUM      | 17. Januar 1999                       |
| STERBEORT        | Bonn                                  |